# Galaxie spirală pufoasă

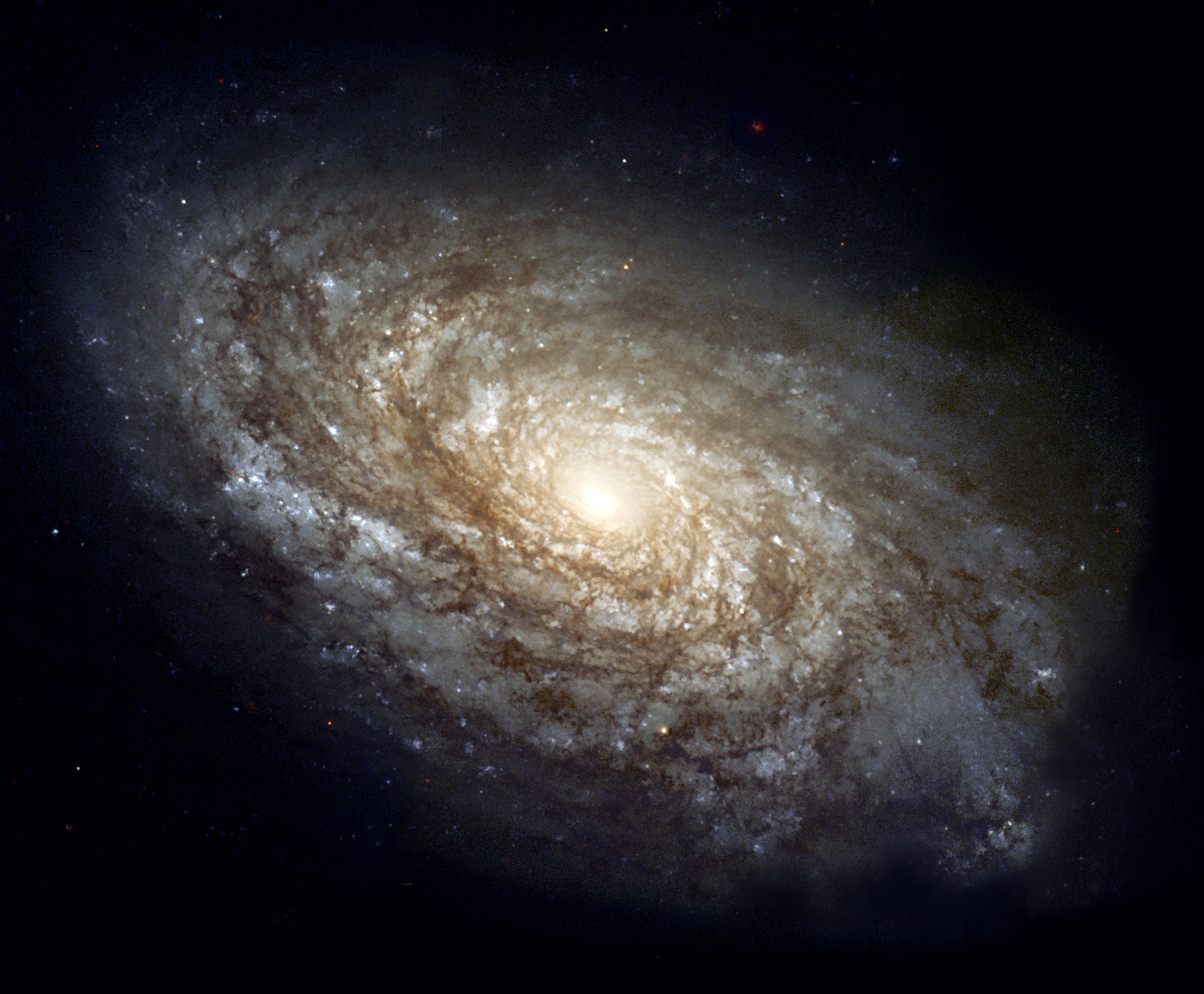
NGC 4414,o galaxie spirală pufoasă

O galaxie spirală pufoasă (în franceză galaxie spirale cotonneuse) sau floculentă (în engleză flocculent spiral galaxy) este un tip de galaxie spirală opusă galaxiei spirale de mare stil. Contrar acesteia din urmă, galaxia spirală pufoasă posedă brațe spirale inegale și discontinue.
În jur de 30% din galaxiile spirale sunt pufoase, iar 10% sunt de mare stil, deși printre celelalte galaxii rămase, mai multe dintre ele pot fi considerate pufoase potrivit definițiilor acceptate  de acest tip.
O galaxie spirală pufoasă tipică este NGC 2841.

## Exemple
| Exemplu            | Clasă     | Imagine | Constelație     | Note  |
| ------------------ | --------- | ------- | --------------- | ----- |
| NGC 4414           | SA(rs)c   |         | Părul Berenicei | [ 1 ] |
| NGC 2841           | SA(r)b    |         | Ursa Mare       | [ 6 ] |
| NGC 3521           | SAB(rs)bc |         | Leul            | [ 6 ] |
| NGC 7793           | SA(s)d    |         | Sculptor        | [ 6 ] |
| M101 (Messier 101) | SAB(rs)cd |         | Ursa Mare       | [ 7 ] |